# Kantarō Suzuki
Kantarō Suzuki (鈴木 貫太郎 Suzuki Kantarō?,  Izumi, 18 de enero de 1868 — Noda, Prefectura de Chiba, 17 de abril de 1948) fue un almirante de la Armada Imperial Japonesa y primer ministro de Japón entre el 7 de abril y el 17 de agosto de 1945. Suzuki fue una voz clave en favor de la aceptación de Japón de la conferencia de Potsdam y la rendición incondicional ante las fuerzas Aliadas para concluir la Segunda Guerra Mundial en agosto de 1945.

## Biografía

### Carrera militar
Suzuki nació en Kuse un pueblo de la Provincia de Izumi (actualmente Sakai en la Prefectura de Osaka), hijo de un magistrado y samurái perteneciente al clan Sekiyado. Creció en la ciudad de Noda, en la Provincia de Kazusa (hoy en día Prefectura de Chiba). Ingreso a la Armada Imperial Japonesa en el año de 1884 graduándose en el 14o lugar de su clase. Inmediatamente fue embarcado para prestar servicio durante la Primera Guerra Sino-japonesa. Al mando de una lancha torpedera, participó en el asalto nocturno de la Batalla de Weihaiwei.
Durante la Guerra Ruso-Japonesa comandó la 2a División de destructores, que recogió sobrevivientes del escuadrón de bloqueo en Port Arthur y fue nombrado Comandante Segundo del crucero Kasuga el 26 de febrero de 1904 en el cual participó en la decisiva batalla naval de Tsushima.
Después de la guerra estuvo al mando del destructor Akashi (1908) siguiendo en el crucero Soya (1909), el acorazado Shikishima (1911) y el crucero de batalla Tsukuba (1912). Promovido al puesto de contraalmirante el 23 de mayo de 1913, fue asignado al Distrito Naval de Maizuru y posteriormente fue ascendido a Viceministro de la Armada durante la Primera Guerra Mundial.
Promovido a Vicealmirante en 1917, después director de la academia naval, comandante de la Segunda Flota (entonces 3a. flota), en el distrito naval de Kure, fue promovido a almirante el 3 de agosto de 1923. Después fue nombrado comandante en jefe de la Flota Combinada en 1924.
Después de servir como jefe del Alto Mando de la Armada Imperial Japonesa de 1925 a 1929, se retiró y aceptó el puesto de gran chambelán y consejero privado. Milagrosamente escapó de ser asesinado en el incidente del 26 de febrero de 1936; la bala que debió haberlo matado permaneció alojada dentro de él por el resto de su vida y fue solamente hasta su fallecimiento y posterior cremación que se reveló la presencia del proyectil. Suzuki se oponía a la guerra en contra de Estados Unidos, desde antes y durante el transcurso de la Segunda Guerra Mundial.

### Primer ministro
En el 7 de abril de 1945, tras el comienzo la Batalla de Okinawa, el primer ministro del Japón Kuniaki Koiso renunció y Suzuki tomó su lugar a la edad de 77 años (el presidente estadounidense Franklin Delano Roosevelt moriría una semana después). Suzuki fue uno de los últimos jefes del partido Kodoha en el mismo periodo.

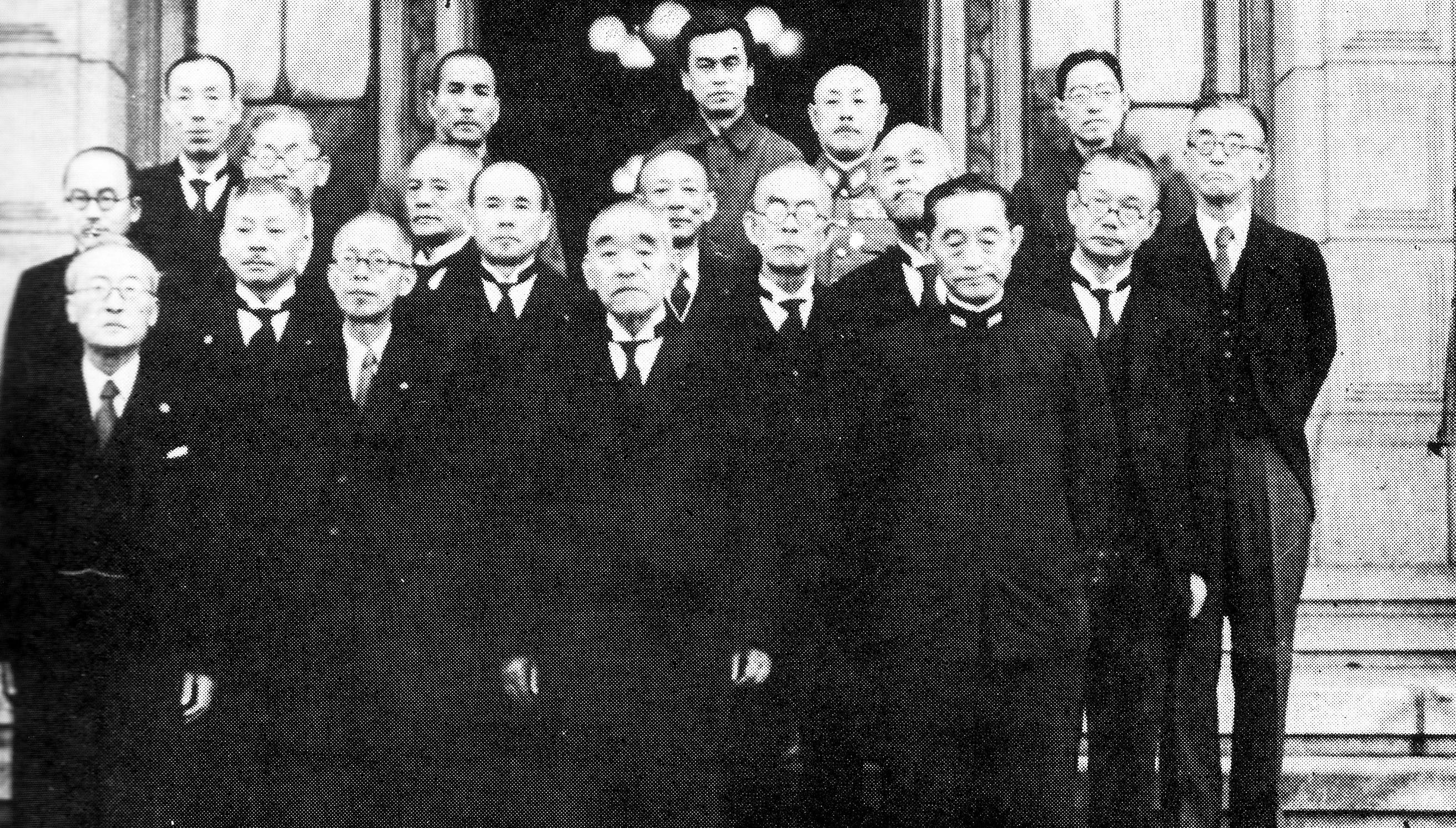
Gabinete Suzuki, posando ante el fotógrafo el 9 de junio de 1945.

Como primer ministro, Suzuki contribuyó a las negociaciones de la paz final con los Aliados después del lanzamiento de las bombas atómicas sobre las ciudades niponas de Hiroshima (6 de agosto de 1945), y de Nagasaki (9 de agosto de 1945). Estuvo involucrado en la convocatoria sin precedentes a las Conferencias Imperiales que ayudaron a resolver la inminente separación del gabinete imperial sobre la base de la Declaración de Potsdam. Fijó los términos bajo los cuales el Emperador Hirohito llevó a la guerra a su fin. Esto fue contrario a la facción militar del gabinete que deseaba continuar la guerra con esperanzas de negociar un acuerdo de paz, más favorable. Esa facción intento dos veces asesinar a Kantarō en la mañana del 16 de agosto de 1945.
Una vez hecha pública la rendición, Suzuki renunció, y el príncipe Higashikuni Naruhiko fue nombrado Primer ministro del Japón. Naruhiko ocuparía el cargo tan solo 53 días.
El barón Kantarō Suzuki murió de causas naturales el 17 de abril de 1948. Uno de sus dos hijos se convirtió en director de los Servicios de inmigración del Japón, mientras que su otro hijo fue un exitoso abogado.